# 松平信広 (松平郷松平家)
松平 信広（まつだいら のぶひろ、応永9年（1402年） - 文明13年10月8日（1481年10月30日））は、室町時代の武将。通称竹若丸、三郎、太郎左衛門。松平郷松平家の祖。

## 略歴
父松平泰親が岡崎・岩津城に弟信光と共に移った際、信広に郷九箇村を譲り、これより代々領地とした。後に脚気となり隠居。文明13年（1481年）10月8日死去、享年80。法名源心。墓所は晴暗寺（愛知県豊田市）。子に長勝。